# Eligma malgassica
Eligma malgassica is een nachtvlinder uit de familie Nolidae. Deze soort werd voor het eerst beschreven door Walter Rothschild in 1896 en komt voor in Madagaskar.

## Opmerkingen
De AfroMoths-database verwijst naar de soort als Eligma malagassica, evenals de Global Lepidoptera Names Index van het Natural History Museum in Londen.